# Вінфрід Шефер
Вінфрід Шефер (нім. Winfried Schäfer, нар. 10 січня 1950, Маєн) — німецький футболіст, що грав на позиції півзахисника. По завершенні ігрової кар'єри — футбольний тренер.
Виступав, зокрема, за клуб «Боруссія» (Менхенгладбах).
Чемпіон Німеччини. Володар Кубка Німеччини. Володар Кубка УЄФА. Володар Кубка Інтертото (як тренер «Карлсруе СК»). На чолі збірної Камеруну — володар Кубка африканських націй.

## Ігрова кар'єра
У дорослому футболі дебютував 1968 року виступами за команду клубу «Боруссія» (Менхенгладбах), в якій провів два сезони, взявши участь у 43 матчах чемпіонату.
Згодом з 1970 по 1977 рік грав у складі команд клубів «Кікерс» (Оффенбах) та «Карлсруе СК».
1977 року повернувся до клубу «Боруссія» (Менхенгладбах), за який відіграв ще 8 сезонів. Більшість часу, проведеного у складі «Боруссії», був основним гравцем команди. Завершив професійну кар'єру футболіста виступами за команду «Боруссія» (Менхенгладбах) у 1985 році.

## Кар'єра тренера
Розпочав тренерську кар'єру, ще продовжуючи грати на полі, 1982 року, очоливши тренерський штаб другої команди клубу «Боруссія» (Менхенгладбах).
1986 року став головним тренером свого колишнього клубу, «Карлсруе СК», з яким працював протягом наступних дванадцяти років, а 1996 року виборов Кубок Інтертото.
1998 року деякий час тренував «Штутгарт», після чого протягом 1999-2000 років очолював команду «Теніс Боруссія».
2001 року прийняв пропозицію очолити збірну Камеруну, з якою наступного року тріумфував у розіграші Кубка африканських націй. Також керував камерунцями на чемпіонаті світу 2002 року, де, попри непогану гру, африканці не змогли вийти з групи. У наступному розіграші Кубка африканських націй 2004 року камерунці вже на стадії чвертьфіналів вибули з боротьби, поступившись майбутнім бронзовим призерам нігерійцям, після чого Шефер залишив Камерун.
Протягом 2005—2009 років тренер, що вже отримав міжнародне визнання, перебував в ОАЕ, де працював спочатку з дубайським «Аль-Аглі», а згодом з «Аль-Айном».
Протягом 2010—2011 тренував азербайджанський «Баку», після чого працював в Таїланді, де з 2011 по 2013 рік очолював місцеву національну збірну, а частину 2013 року провів також у тренерському штабі клубу «Муангтонг Юнайтед».
2013 року очолив тренерський штаб національної збірної Ямайки. 2015 року привів команду до «срібла» на континентальній першості Північної Америки. Також очолювані Шефером ямайці змагалися на Копа Америка розіграшів 2015 та 2016 років, на яких, утім, завершували змагання на груповому етапі, не здобувши бодай однієї нічиєї. Того ж 2016 року залишив збірну.
У жовтні 2017 прийняв пропозицію очолити іранський футбольний клуб «Естеґлал», що виступає в Про-лізі Перської затоки.

## Титули і досягнення

### Як гравця
- Чемпіон Німеччини (1):

«Боруссія» (Менхенгладбах): 1969–1970
- Володар Кубка Німеччини (1):

«Кікерс» (Оффенбах): 1970
- Володар Кубка УЄФА (1):

«Боруссія» (Менхенгладбах): 1978–1979

### Як тренера
- Володар Кубка Інтертото (1):

«Карлсруе СК»: 1996
- Чемпіон ОАЕ (1):

«Шабаб Аль-Аглі»: 2005-06
- Володар Кубка ліги ОАЕ (1):

«Аль-Айн»: 2008-09
- Володар Суперкубка ОАЕ (1):

«Аль-Айн»: 2009
- Володар Кубка Президента ОАЕ (1):

«Аль-Айн»: 2008-09
- Володар Кубка африканських націй (1):

Камерун: 2002
- Переможець Карибського кубка (1):

Ямайка: 2014
- Срібний призер Золотого кубка КОНКАКАФ (1):

Ямайка: 2015
- Володар Кубка Ірану (1):

«Естеґлал»: 2017-18